# Cyclone Funso
Le cyclone tropical Funso est un puissant cyclone tropical ayant frappé le Mozambique et le Malawi en janvier 2012. Il est le huitième cyclone de la saison, la sixième tempête du nom et le second possédant la force d'un « cyclone tropical » durant la saison 2011-2012. Funso est le premier cyclone le plus intense depuis Bingiza de la saison 2010-2011.

## Évolution météorologique
Le cyclone Funso se forme à partir d'une convection atmosphérique dans le canal du Mozambique. Le 17 janvier, une circulation se développe tandis que la convection s'organise en pluies torrentielles. Un anticyclone donne des conditions favorables dans le développement. Le système rencontre les températures de surface de la mer. En fin de journée du 18 janvier, le Joint Typhoon Warning Center (JTWC) diffuse une alerte de formation de cyclone tropical. À minuit UTC, le lendemain, Météo-France (MF) le qualifie de perturbation tropicale localisée entre le Mozambique et Madagascar dans le nord-est du canal du Mozambique. Six heures plus tard environ, cette perturbation se développe en dépression tropicale, après une meilleure organisation de la convection. Le JTWC diffuse au même moment des alertes, nommant ainsi le cyclone tropical 08S.
Lors de sa formation le 19 janvier, la dépression se déplace au sud-ouest. MF qualifie le système de tempête tropicale modérée baptisée Funso à midi UTC le 19 janvier, ou aux environs de midi après sa formation. Peu après, la tempête semblait laisser apparaître un œil cyclonique, au centre d'une zone circulaire de convection. Funso s'intensifie rapidement après que l'œil se soit établi et Météo-France monte le niveau de la tempête en cyclone tropical ; l'équivalent d'un ouragan de 120 km/h ; le 20 janvier.